# Toute la beauté du monde
Toute la beauté du monde es una película francesa realizada por Marc Esposito, estrenada el 8 de febrero de 2006.

## Sinopsis
Desde el primer momento, Frank se enamora perdidamente de Tina. Pero ella no lo puede amar: el hombre de su vida acaba de morir y ella está deprimida. Luego de un viaje a Bali donde Tina vuelve a disfrutar de la vida, Frank se impone como guía, un compañero de viaje, y luego como un amigo... ¿Terminará Tina amando a Frank?

## Elenco
- Marc Lavoine: Franck
- Zoé Félix: Tina
- Jean-Pierre Darroussin: Michel
- Albane Duterc: Catherine
- Pierre-Olivier Mornas: Roland
- Tom Mitaux: Lucien, le petit frère de Tina
- Lucie Phan: Isabelle, la sœur de Franck
- Him Damsyik: Bodharto
- Hervé Larribe: Jeannot
- Mayane Delem: Mayane
- Anchittha Phongchub: Lucy
- Félix Lett: Rémi

## Lugares en la filmación
- La película se filmó en Arlés y París (Francia), aunque también en Bali, y en Indonesia.

- Datos: Q3535824